# Tana French
Tana French (Burlington, 10 de maio de 1973) é romancista e atriz de teatro nascida nos Estados Unidos e com cidadania irlandesa. É integrante da Compania de Teatro Purple Heart e frequentou a faculdade de Trinity College, em Dublin. Tendo aprendido representação profissional em Trinity, ela trabalha fazendo teatro, cinema e narrações. Seu romance de estreia, In the Woods, e sua sequência, The Likeness, foram best-sellers em capa dura e em brochura.

## Biografia
Tana French nasceu nos Estados Unidos, filha de Elena Hvostoff-Lombardi e David French, que era economista e trabalhava com gestão de recursos para os países em desenvolvimento, o que fez com que ela passasse a infância em diversos países, entre eles, Irlanda, Itália, Estados Unidos e Malavi. Ela resolveu ficar definitivamente na Irlanda e tem vivido em Dublin, lugar que considera seu "lar", desde 1990. Em Trinity, ela também praticava representação.
Ela tem dupla cidadania, norte-americana e irlandesa. 

### Carreira
Foi em Trinity que Tana French também começou a escrever. Seu romance de estreia, In the Woods (No Bosque da Memória) (2007) recebeu diversos prêmios e entrou para a lista dos mais vendidos tanto em capa dura quanto em brochura. A sequência, The Likeness (2008), que apresenta uma história com sua protagonista, Cassie, também entrou para a lista dos mais vendidos nas duas vertentes.

### Casamento e família
Tana French se casou e deu à luz uma menina. Ela vive com o marido e a filha em Dublin.

### SérieDublin Murder Squad
- In the Woods (2007) em Portugal: Desaparecidos (Civilização, 2009) no Brasil: No Bosque da Memória (Rocco, 2009)
- The Likeness (2008) em Portugal: A semelhança (Civilização, 2009) no Brasil: Dentro do Espelho (Rocco, 2011)
- Faithful Place (2010) em Portugal: Sombras do passado (Civilização, 2011) no Brasil: O Passado é um Lugar (Rocco, 2013)
- Broken Harbour (2011) no Brasil: Porto Inseguro (Rocco, 2014)
- The Secret Place (2015) em Portugal: O Sítio secreto (Clube do Autor, 2015) no Brasil: O Canto dos segredos (Rocco, 2017)
- The Trespasser (2016) em Portugal: O Intruso (Clube do Autor, 2020)

### Livros isolados
- The Witch Elm (2018)
- The Searcher (2020)